# 市政廳站 (悉尼)
市政廳站（英語：Town Hall railway station）位於澳洲悉尼的都會區，是悉尼城市鐵路的車站中第二繁忙的車站。市政廳站座落在悉尼商業中心區悉尼市政廳的前方，即是在悉尼中央車站北面大約1.2公里的的地方。

## 歷史
市政廳站在1932年2月28日通車，不過一開始只有4個月台，後來為了興建東郊線而增加了兩個月台，這兩個月台（現在的4號與5號月台）在1979年6月23日日啟用。
在2006年4月，澳洲交通部長約翰·華金斯（John Watkins）宣布將會撥備$200萬澳元來市政廳站的升級計畫。因為現在每天該站的乘車人數已經達到了70,000人次，而且預期每年的乘車人數還會以2%的速度增長，所以需要擴大車站來滿足需求。

## 車站構造
市政廳站目前總共有2層，每一層都有3個月臺（實際上車站一共擁有有2個島式月臺，而車站的設計是1個月臺面對著2條鐵軌，而另一個月臺則面對其餘的鐵軌）。而在2003年-2004年間，市政廳站裝設了連接月臺與車站大廳的電梯與無障礙空間的設施。
乘客可在該站步行前往維多利亞畫廊（悉尼單軌）站，前往中央站、達令港等等。該單軌站亦連接多附近個商場，例如：維多利亞皇后大廈、市政廳廣場等等。

## 利用狀況

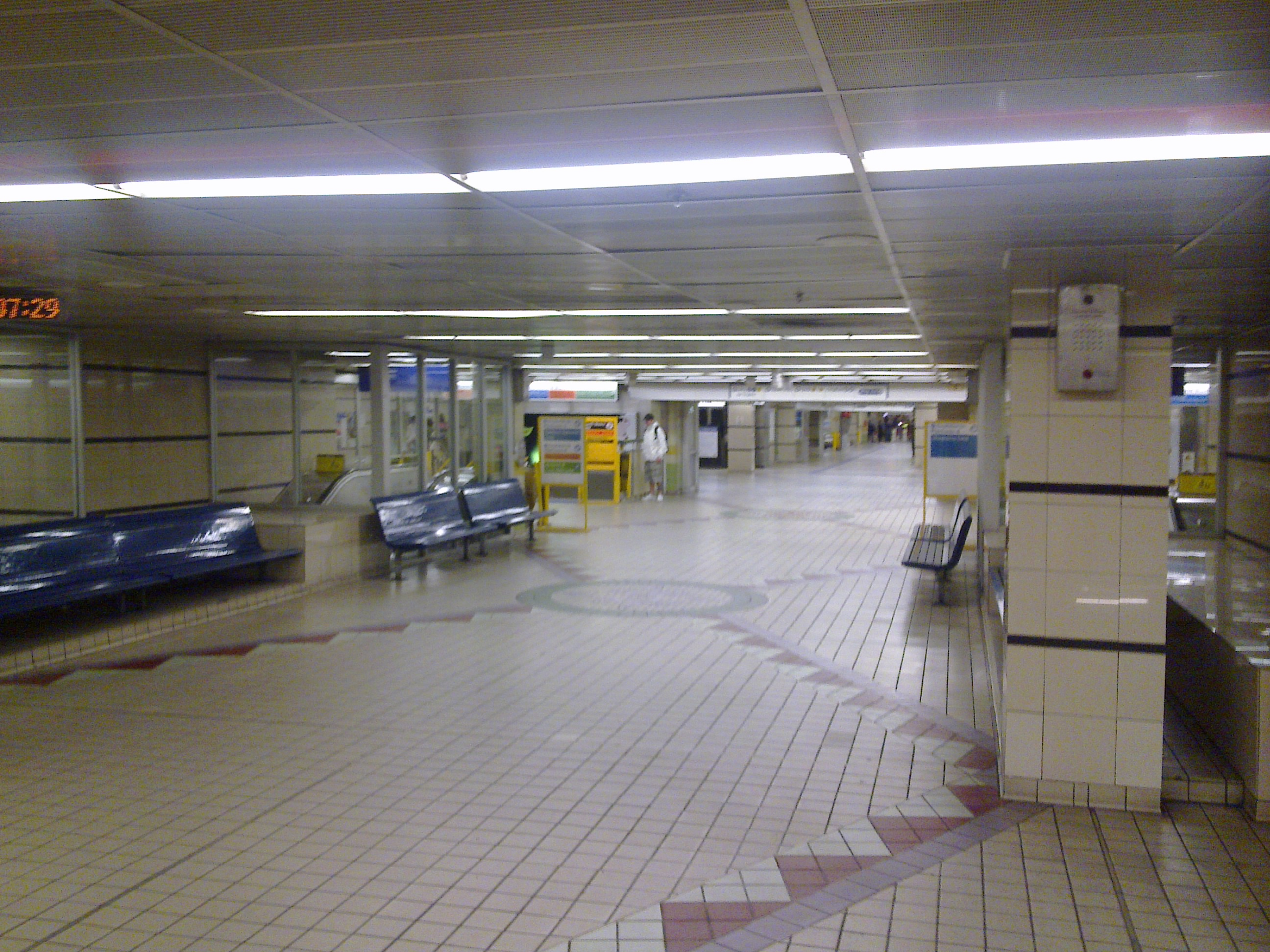
翻新前的大堂（2010年）

市政廳站雖然是全悉尼流量第二高的車站，不過在繁忙時間過多的人潮會形成擁塞，使人們要花大約10分鐘才能到達售票處購票。這種情況令很多上下班的人士感到不滿，因此未來將會改造此站以應付龐大的人流。

## 月臺服務

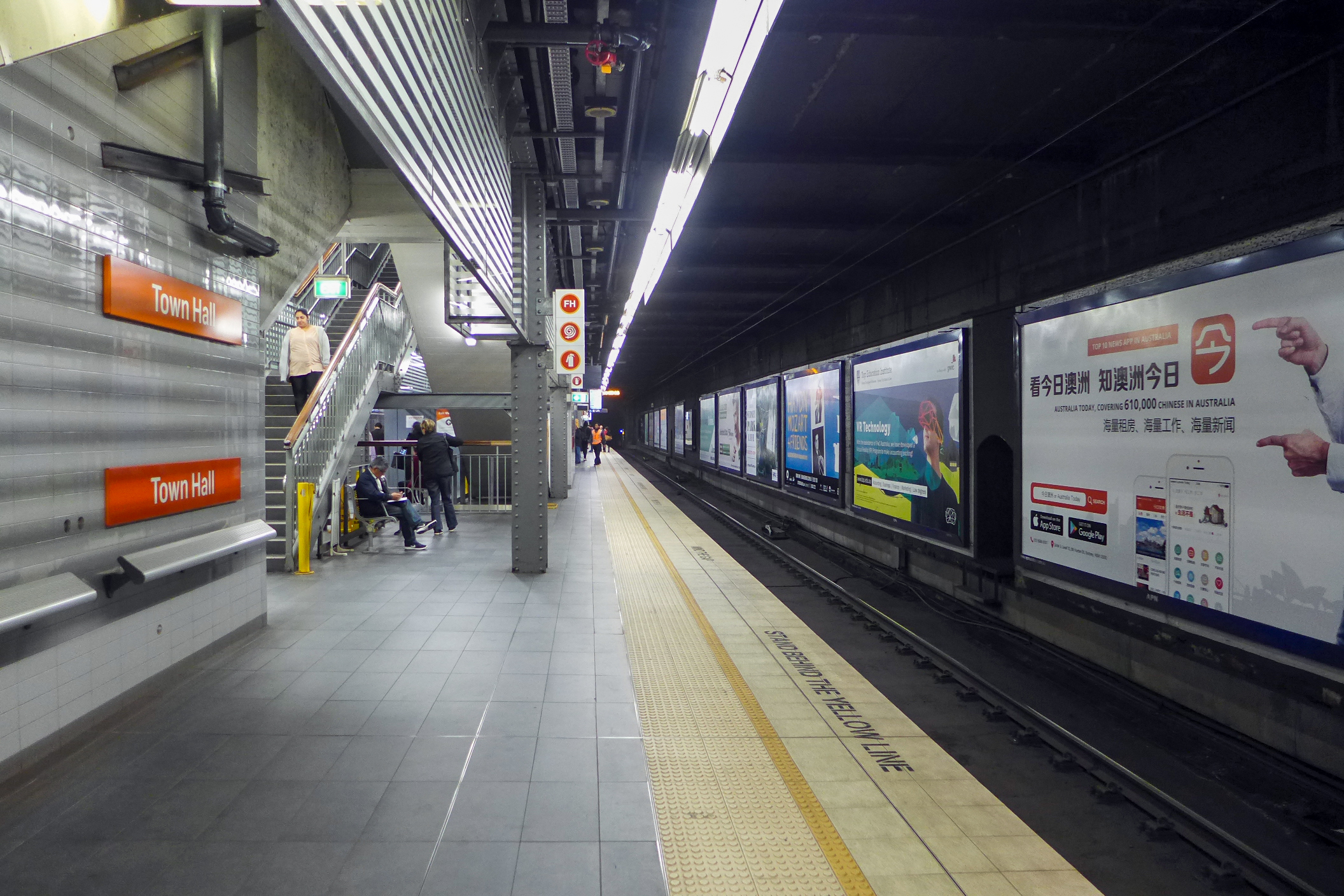
月臺（2017年）

市政廳站提供7條城市鐵路路線的服務，包括北線、北岸線、東郊及伊拉瓦拉線、內西線、機場及東山線、南線與班克斯線。而有時在繁忙時間，南海岸線和藍山線也會停靠市政廳站，來疏散擁擠的人潮。市政廳站的結構表示乘客可以很順利的在月臺之間轉乘不同的列車，乘客只需藉著樓梯與電梯在兩個月臺間移動，而不需要經過車站大廳。
上層月臺：
1號月台（可轉換到第2月臺）
- 內西線- 往灰田/卡巴馬特/利物浦
- 南線- 往谷田與金寶鎮
- 機場及東山線- 總站
- 班克斯線- 總站

2號月台（可轉換到第1月臺）
- 北線- 往東林/康士比
- 北岸線- 往中央（經西線前往站黑鎮/河石/裏奇蒙/彭裏斯/鸸鹋平原

3號月台
- 北線- 往北雪梨
- 北岸線- 往連田/哥頓/康士比/包奧華，繁忙時間更會往高士福/威昂

下層月臺：
4號月台
- 東郊及伊拉瓦拉線- 往麼谷/新忽地/克羅努拉/瀑布
- 南海岸線- 尖峰時段往舌努/臥龍崗/奇龍巴港

5號月台（可轉換到第6月臺）
- 東郊及伊拉瓦拉線- 往邦迪聯運。
- 南海岸線- 邦迪聯運（只限繁忙時間）

6號月台（可轉換到第5月臺）
- 內西線- 往博物館
- 南線- 往博物館
- 班克斯線- 往班克斯/蓋谷/利物浦
- 機場及東山線- 往皇果園/谷田/金寶鎮/麥加弗

## 鄰近車站
| 往都會區           | 往都會區 | 路線                      | 往外城 | 往外城                    |
| 悉尼中央           | ←        | 北線                      | →      | 溫亞                      |
| 總站 或是 悉尼中央 | ←        | 班克斯線 （市環線）       | →      | 溫亞                      |
| 悉尼中央           | ←        | 北岸線                    | →      | 溫亞                      |
| 總站 或是 悉尼中央 | ←        | 機場及東山線 （市環線）   | →      | 溫亞                      |
| 悉尼中央           | ←        | 南線 （市環線）           | →      | 溫亞                      |
| 悉尼中央           | ←        | 東郊及伊拉瓦拉線          | →      | 馬丁廣場                  |
| 悉尼中央           | ←        | 內西線 （市環線）         | →      | 溫亞                      |
| 悉尼中央           | ←        | 藍山線 （只限繁忙時間）   | →      | 溫亞 （只限繁忙時間）     |
| 悉尼中央           | ←        | 南海岸線 （只限繁忙時間） | →      | 馬丁廣場 （只限繁忙時間） |

## 附註
1. ↑  . New South Wales State Heritage Register. Department of Planning & Environment.  Text is licensed by State of New South Wales (Department of Planning and Environment) under CC-BY 4.0 licence.
2. ↑  Bureau of Transport Statistics.  (PDF). Transport NSW.   [12 July 2018]. （原始内容存档 (PDF)于2020-02-28）.
3. 1 2  "$2 million concept: New designs on stations", Matt Sun, MX,2006年4月6日  p. 4
4. ↑  Nightmare starts long before you reach the platform （页面存档备份，存于）－悉尼早晨日報，2005年6月1日

## 外部連結
- （英文）SMH Town Hall upgrade Article （页面存档备份，存于）
- （英文）SMH Town Hall upgrade Article 2007 （页面存档备份，存于）
- （英文）城市鐵路 （页面存档备份，存于）